# 伯纳德·爱德华兹
伯纳德·爱德华兹 （英語：Bernard Edwards；1952年10月31日—1996年4月18日）是一位美国音乐家、词曲作者和唱片制作人，他因与吉他手尼尔·罗杰斯合作创作迪斯科音乐而闻名，两人共同创立了乐队Chic。2017年，爱德华兹被美国Bass Player杂志评选为史上第53位最伟大的贝斯手。